# Estación Experimental Pavlovsk

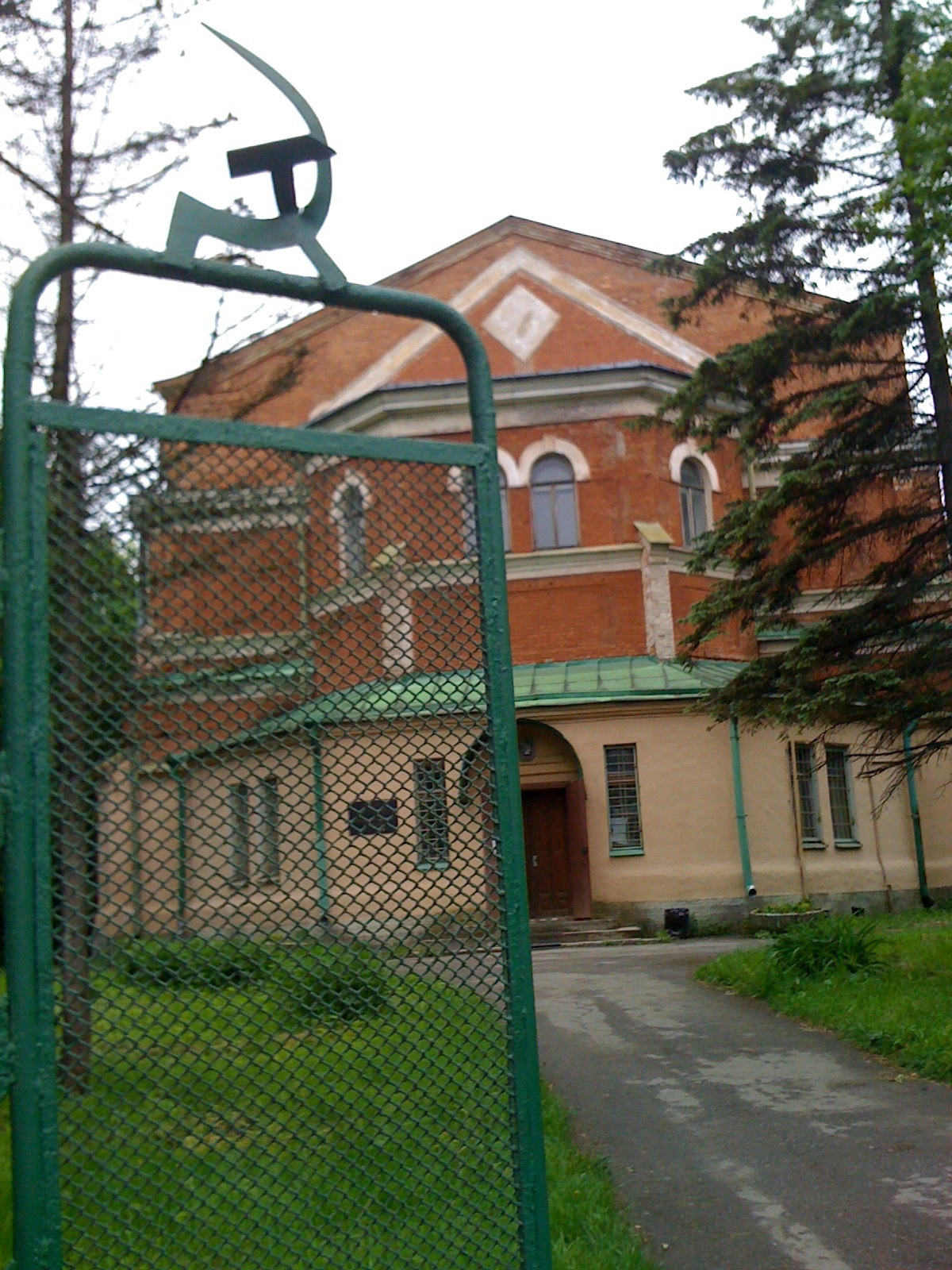
Imagen tomada a través de la verja de uno de los edificios de la sede de la estación Pávlovsk.

Estación Experimental Pávlovsk es una estación experimental agrícola y banco de germoplasma que forma parte del Jardín Botánico e Instituto de Investigación Panruso N.I. Vavílov que se encuentra ubicado en Pávlovsk cerca de San Petersburgo, Rusia. 

## Historia
Fue creado en 1926 gracias al empuje del científico agrícola  Nikolái Vavílov y contiene una gran colección de más de 5,000 variedades de frutas y bayas.
La colección de la estación Pávlovsk contiene más de 100 variedades de
grosellas espinosas, así como de frambuesas, y de cerezas. También contiene más de 1.000 variedades de fresas. Más del 90% de la colección no se puede encontrar en ninguna otra colección o banco de germoplasma de investigación.
La colección es un banco de germoplasma de campo, lo que significa que las variedades están almacenadas como plantas cultivadas en la tierra. La mayor parte de las especies referidas no están en forma semillas, y así que las variedades no se pueden almacenar como semillas. 
La estación  Pávlovsk en sí misma cayó en manos alemanas durante el cerco de Leningrado entre 1941-1944, pero antes de la llegada de tropas alemanas, los científicos del Instituto de la Industria de la Planta pudieron trasladar gran parte de la colección de tubérculos a una localización oculta dentro de la ciudad. Doce de estos científicos murieron de hambre mientras que protegían la colección comestible de  tubérculos y de semillas del Instituto.
En el 2010 la estación experimental hizo frente a un futuro incierto, porque la tierra en la que se asienta se está vendiendo a un promotor inmobiliario que planea construir viviendas privadas en el sitio. Gran parte de la colección se perderá si prospera dicha urbanización pues no sería factible mover la colección antes de que la demolición de la estación comenzara debido a las ediciones y a las regulaciones de cuarentena técnicas. El presidente ruso Dmitri Medvédev ha expresado recientemente que el asunto será "revisado". El primer ministro Vladímir Putin todavía no ha respondido a las llamadas públicas para salvar la estación experimental y su colección.

## En la cultura popular
- La novela Hambre,. de la escritora estadounidense Elise Blackwell, es una narración de ficción que trata sobre los apuros de los científicos que murieron de hambre mientras que protegían el "banco de germoplasma", colección de semillas comestibles y de tubérculos durante el cerco de Leningrado.
- La canción  "When the War Came," (Cuando vino la guerra), por el grupo musical The Decemberists, también cuenta la historia de estos científicos, con un verso diciendo el "Hicimos nuestro juramento a Vavílov/de no traicionar a las solanáceas/los acres del asteraceae/a nuestras propias punzadas del hambre."[10]